# Dakar
Dakar (tiếng Pháp: [dakaʁ]; tiếng Wolof: Ndakaaru) là thủ đô đồng thời là thành phố đông dân nhất Sénégal. Nó nằm trên bán đảo Cap-Vert chĩa ra Đại Tây Dương và là thành phố cực tây trên châu Phi đất liền. Thành phó Dakar nội thành có dân số 1.030.594 người, còn dân số vùng đô thị Dakar ước tính chừng 2.45 triệu người.
Vùng Dakar có người định cư từ thế XV. Người Bồ Đào Nha lập đồn trên đảo Gorée ngoài khơi Cap-Vert, lấy nó làm căn cứ cho tuyến buôn bán nô lệ Liên Đại Tây Dương. Rồi thì Pháp đến chiếm hòn đảo năm 1677. Theo sau sự bãi bỏ buôn bán nô lệ và việc Pháp chiếm được vùng đất liền Sénégal, Dakar dần trở thành một hải cảng lớn trong khu vực và một thành phố trong đế quốc thực dân Pháp. Năm 1902, Dakar thế chỗ Saint-Louis làm thủ phủ Tây Phi thuộc Pháp. 1959-1960, Dakar là thủ đô liên bang Mali ngắn ngủi. Từ năm 1960, nó là thủ đô nước Cộng hòa Sénégal độc lập.
Dakar có nhiều ngân hàng quốc gia và khu vực cũng như là nơi đặt trụ sở nhiều tổ chức đa quốc gia. Từ 1978-2007, đây là điểm đến cuối cùng trong giải đua Dakar thường niên. Dakar sẽ đăng cai Thế vận hội Trẻ Mùa hè 2022, do vậy sẽ là thành phố châu Phi đầu tiên đăng cai Thế vận hội.

## Khí hậu
Dakar có khí hậu bán khô hạn (phân loại khí hậu Köppen BSh), bị ảnh hưởng bởi đại dương. Lượng mưa trung bình hàng năm là khoảng 495 mm.
| Dữ liệu khí hậu của Dakar         | Dữ liệu khí hậu của Dakar | Dữ liệu khí hậu của Dakar | Dữ liệu khí hậu của Dakar | Dữ liệu khí hậu của Dakar | Dữ liệu khí hậu của Dakar | Dữ liệu khí hậu của Dakar | Dữ liệu khí hậu của Dakar | Dữ liệu khí hậu của Dakar | Dữ liệu khí hậu của Dakar | Dữ liệu khí hậu của Dakar | Dữ liệu khí hậu của Dakar | Dữ liệu khí hậu của Dakar | Dữ liệu khí hậu của Dakar |
| Tháng                             | 1                         | 2                         | 3                         | 4                         | 5                         | 6                         | 7                         | 8                         | 9                         | 10                        | 11                        | 12                        | Năm                       |
| --------------------------------- | ------------------------- | ------------------------- | ------------------------- | ------------------------- | ------------------------- | ------------------------- | ------------------------- | ------------------------- | ------------------------- | ------------------------- | ------------------------- | ------------------------- | ------------------------- |
| Cao kỉ lục °C (°F)                | 39.6 (103.3)              | 38.7 (101.7)              | 40.4 (104.7)              | 38.4 (101.1)              | 36.2 (97.2)               | 36.6 (97.9)               | 36.9 (98.4)               | 35.0 (95.0)               | 36.2 (97.2)               | 39.3 (102.7)              | 40.3 (104.5)              | 39.5 (103.1)              | 40.4 (104.7)              |
| Trung bình ngày tối đa °C (°F)    | 25.3 (77.5)               | 25.2 (77.4)               | 25.4 (77.7)               | 25.0 (77.0)               | 26.0 (78.8)               | 28.6 (83.5)               | 30.0 (86.0)               | 30.3 (86.5)               | 30.7 (87.3)               | 31.0 (87.8)               | 29.8 (85.6)               | 27.4 (81.3)               | 27.9 (82.2)               |
| Tối thiểu trung bình ngày °C (°F) | 18.3 (64.9)               | 18.0 (64.4)               | 18.5 (65.3)               | 19.2 (66.6)               | 20.7 (69.3)               | 23.5 (74.3)               | 25.1 (77.2)               | 25.3 (77.5)               | 25.2 (77.4)               | 25.3 (77.5)               | 23.3 (73.9)               | 21.0 (69.8)               | 22.0 (71.6)               |
| Thấp kỉ lục °C (°F)               | 11.0 (51.8)               | 10.7 (51.3)               | 10.9 (51.6)               | 14.0 (57.2)               | 15.4 (59.7)               | 17.0 (62.6)               | 17.2 (63.0)               | 20.0 (68.0)               | 20.0 (68.0)               | 17.2 (63.0)               | 17.0 (62.6)               | 12.4 (54.3)               | 10.7 (51.3)               |
| Lượng mưa trung bình mm (inches)  | 1.0 (0.04)                | 2.0 (0.08)                | 0.3 (0.01)                | 0.0 (0.0)                 | 0.1 (0.00)                | 14.0 (0.55)               | 51.0 (2.01)               | 154.0 (6.06)              | 133.0 (5.24)              | 26.0 (1.02)               | 9.2 (0.36)                | 1.0 (0.04)                | 391.6 (15.41)             |
| Số ngày mưa trung bình            | 1.0                       | 1.0                       | 1.0                       | 0.2                       | 0.4                       | 3.0                       | 8.0                       | 15.0                      | 12.0                      | 4.0                       | 1.0                       | 1.0                       | 47.6                      |
| Độ ẩm tương đối trung bình (%)    | 68                        | 74                        | 77                        | 81                        | 81                        | 80                        | 78                        | 81                        | 83                        | 80                        | 72                        | 68                        | 77                        |
| Số giờ nắng trung bình tháng      | 244.9                     | 245.8                     | 276.0                     | 288.0                     | 291.4                     | 252.0                     | 232.5                     | 223.2                     | 219.0                     | 257.3                     | 249.0                     | 238.7                     | 3.017,8                   |
| Phần trăm nắng có thể             | 70                        | 74                        | 74                        | 74                        | 73                        | 65                        | 58                        | 57                        | 60                        | 70                        | 73                        | 69                        | 68                        |
| Nguồn 1: Pogoda.ru.net            |                           |                           |                           |                           |                           |                           |                           |                           |                           |                           |                           |                           |                           |
| Nguồn 2: Spiegel Online Wetter    |                           |                           |                           |                           |                           |                           |                           |                           |                           |                           |                           |                           |                           |